# كريستين نيكسون
كريستين نيكسون (بالإنجليزية: Christine Nixon)‏ هي ضابطة شرطة أسترالية، ولدت في 11 يونيو 1953 في Manly, New South Wales ‏ في أستراليا.